# Cryptocarya latifolia
Cryptocarya latifolia là loài thực vật có hoa trong họ Nguyệt quế. Loài này được Sond. miêu tả khoa học đầu tiên năm 1850.